# Szczecinek
Szczecinek (en allemand : Neustettin) est une ville de la voïvodie de Poméranie occidentale, dans le nord-ouest de la Pologne.

## Histoire
La ville fut fondée en 1310 par Warcisław IV de Poméranie. De 1368 à 1390, elle a été la capitale d'un petit duché gouverné par le duc Warcisław V de Poméranie.
De 1725 à 1945, la ville est le chef-lieu de l'arrondissement de Neustettin dans le district de Köslin au sein de la province de Poméranie.

## Communications
Aéroport le plus proche : aéroport de Goleniów.
La gare Szczecinek a des connexions avec de nombreuses villes, y compris :
- Stargard Szczeciński et Szczecin ;
- Białogard et Kołobrzeg ;
- Miastko et Słupsk ;
- Piła et Poznań.

## Jumelage
Elle est jumelée avec :
- Berg-op-Zoom (Pays-Bas) ;
- Neustrelitz (Allemagne) ;
- Noyelles-sous-Lens (France) depuis 1984 ;
- Söderhamn (Suède).